# Armaș (dregător)
Armașul era în Evul Mediu românesc numele unei dregătorii. Apare în documente din timpul lui Ștefan cel Mare  (1489) și al lui Vlad Țepeș (în jurul anului 1460); armașul avea sarcina pazei temnițelor, a îndeplinirii pedepselor decise de domn și de Sfat, inclusiv execuțiile și munca silnică în mine. În virtutea poziției sale, călăii din închisori erau subordonați poziției de armaș.
Numele de armaș este derivat din cuvântul românesc pentru armă și primul său sens a fost de „om înarmat”. Denumirea este de origine slavă, ca multe alte funcții din țările române, precum vornic, stolnic, clucer, postelnic și altele. În secolele XVI - XVII, armașul mai este numit și cu numele de origine slavă orâjnic.
De asemenea, din sec. XVI, armașii îi sileau pe locuitori la plata dărilor, utilizând la nevoie forța și bătaia.
De-a lungul timpului, rolul a suferit modificări și armașul a devenit și comandantul corpului de artilerie. El era responsabil de tunarii, pușcașii și purtătorii de torțe. Armașul veghea de asemenea tunurile, obuzele și praful de pușcă. În Țara Românească, armașul a devenit responsabil și pentru țiganii țării care lucrau în minele de aur (aurari).
Deși armașul cel mare a slujit în Divanul țării, el nu a fost membru al Sfatului mai mic și de taină al domnitorului.  Armașul cel mare avea subordonați armași de ranguri inferioare - de al doilea și al treilea și circa 60 de armășei, în statut de junior. Armășei au fost uneori numiți și soldații dintr-o unitate de artilerie sub comanda lui. Armașul a fost, de asemenea, responsabil pentru organizarea muzicii de curte, inclusiv a orchestrei ienicerilor.